# 韋爾布基 (巴甫洛赫拉德區)
48°35′32″N 35°53′56″E / 48.59222°N 35.89889°E

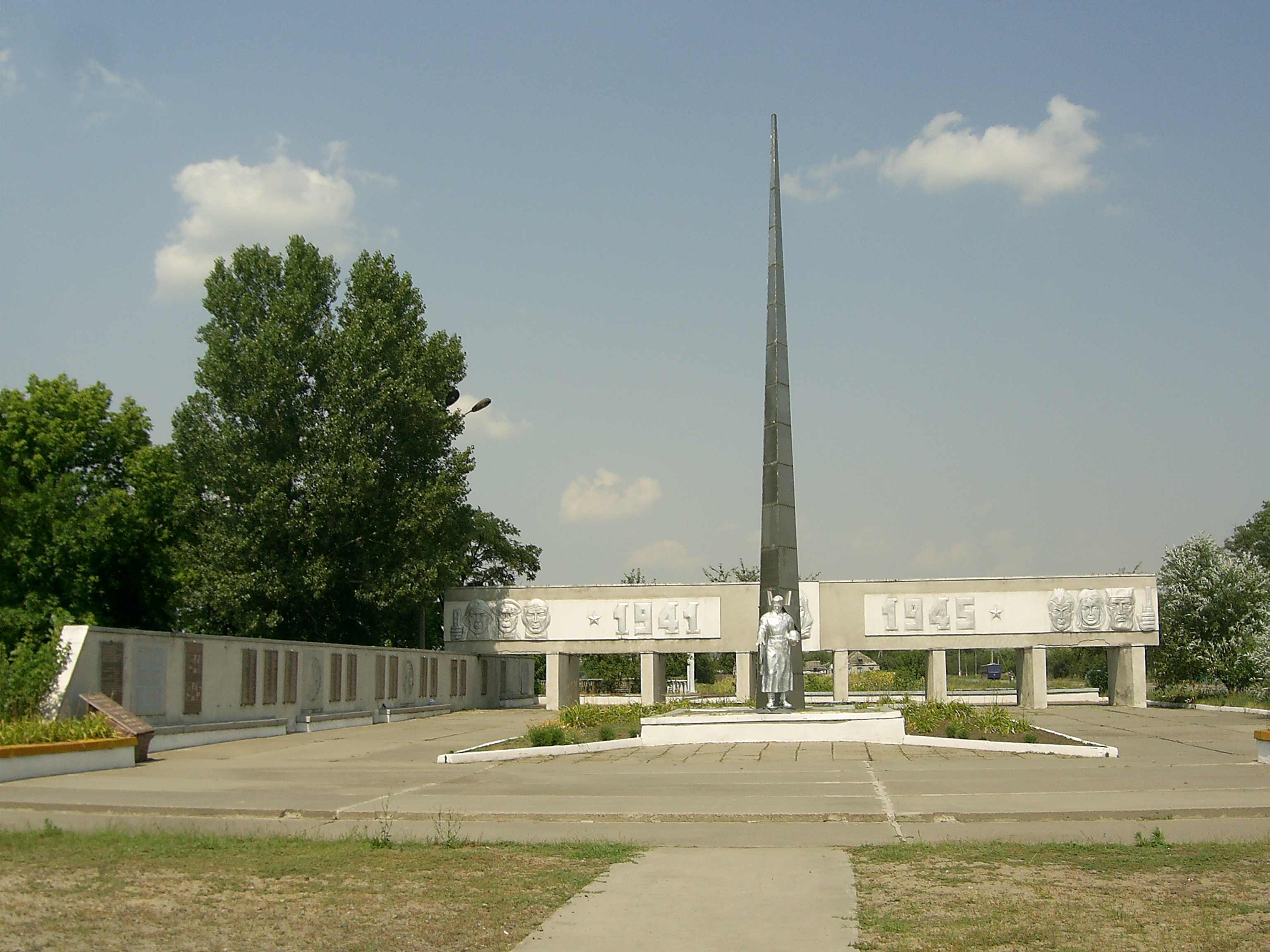
内战及二战纪念碑

韋爾布基（烏克蘭語：Вербки），是位於烏克蘭中部的村莊，由第聶伯羅彼得羅夫斯克州裡巴甫洛赫拉德区的韋爾布基市鎮負責管轄，處於薩馬拉河右岸，海拔高度68米，2001年人口3,822。